# Konakovói járás

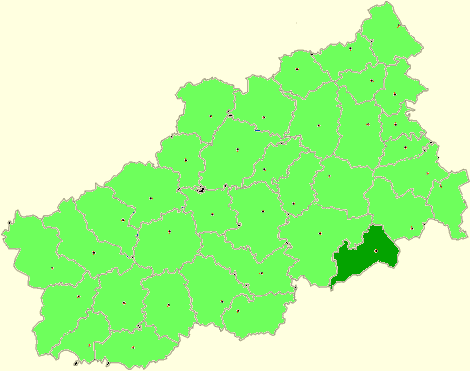
A Konakovói járás a Tveri területen

A Konakovói járás (oroszul Конаковский район) Oroszország egyik járása a Tveri területen. Székhelye Konakovo.

## Népesség
- 1989-ben 55 101 lakosa volt.
- 2002-ben 49 692 lakosa volt.
- 2010-ben 87 125 lakosa volt, melyből 75 730 orosz, 1 193 ukrán, 723 örmény, 531 tatár, 458 cigány, 384 fehérorosz, 364 mordvin, 316 moldáv, 266 tadzsik, 257 azeri, 218 csuvas, 201 üzbég, 179 német, 90 karjalai, 87 lengyel, 63 koreai, 56 grúz, 40 lezg, 38 dargin, 36 görög, 35 baskír, 31 oszét, 29 csecsen, 29 kazah, 29 mari, 27 gagauz, 24 türkmén, 23 bolgár, 22 ezid, 20 zsidó, 16 kirgiz, 12 kabard, 12 litván, 11 tabaszaran stb.